# روتافيسي (ساستمالا)
روتافيسي هي بحيرة متوسطة الحجم في فنلندا. وهي تقع في بلدية ساستاملا في منطقة بيركنما في غرب فنلندا. البحيرة تتدفق من بحيرة كولوفيسي في الشرق حيث تصب في بحيرة ليكوف إسي عن طريق منحدرات فامسكوسكي في الغرب. بحيرة ليكوف إسي بدورها تصب في نهر كوكيماينيوكي.

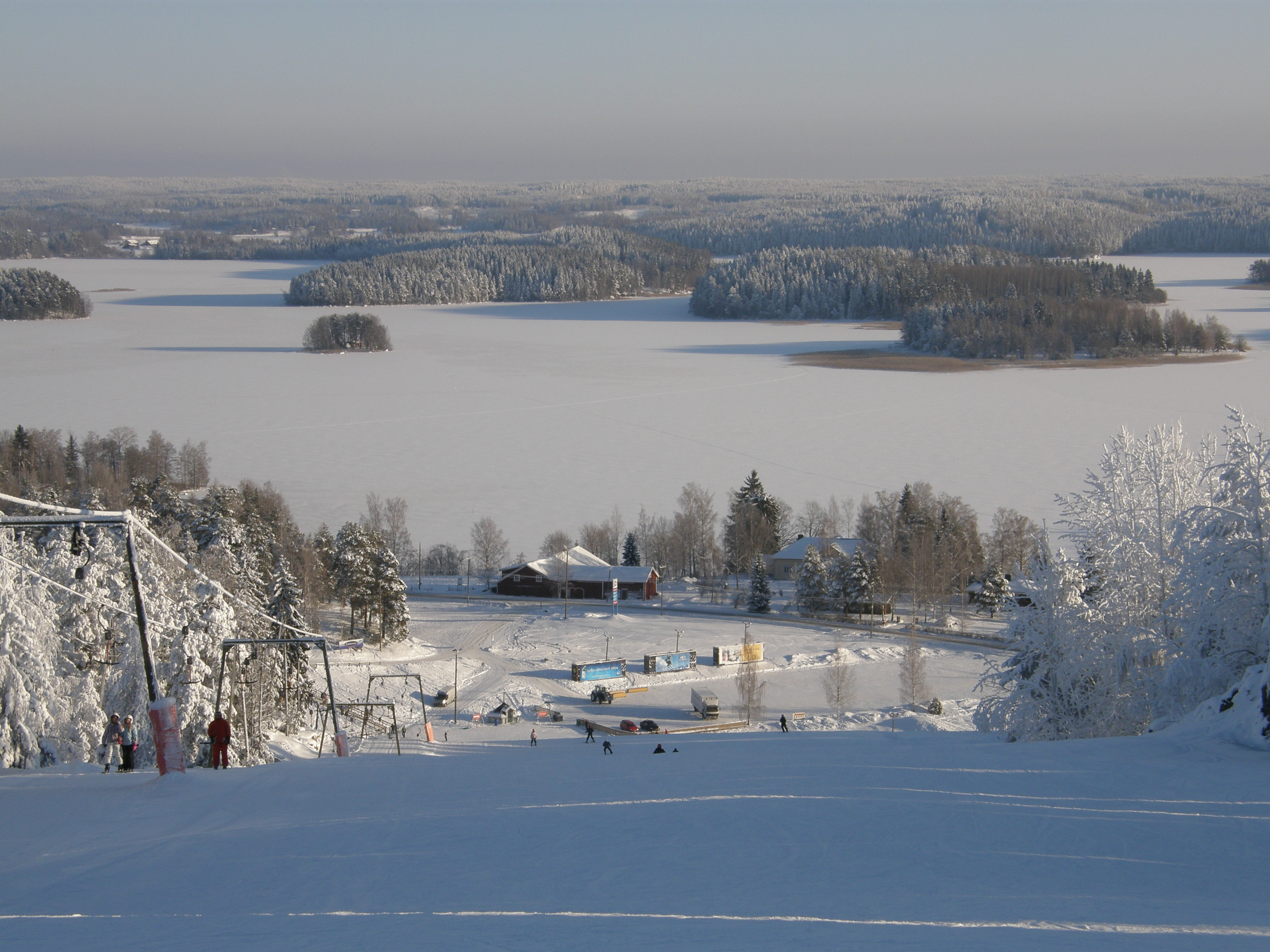
بحيرة روتافيسي

## وصلات خارجية
- Rautavesi-liekovesi in Järviwiki Web service

(بالإنجليزية)